# Dubreuillosaurus
A Dubreuillosaurus a húsevő megalosaurida theropoda dinoszauruszok egyik neme, amely a középső jura időszakban élt Franciaország területén.
Típuspéldányát, a D. valesdunensist eredetileg a Poekilopleuron nemhez kapcsolták, P. valesdunensi néven. Az új Dubreuillosaurus nemet 2005-ben, Ronan Allain alkotta meg a faj számára.
A becslés szerint körülbelül 9 méter testhosszúságú volt. A fej szokatlanul megnyúlt, a koponya háromszor hosszabb, mint amilyen magas.

## Fordítás
- Ez a szócikk részben vagy egészben a Dubreuillosaurus című angol Wikipédia-szócikk ezen változatának fordításán alapul.  Az eredeti cikk szerkesztőit annak laptörténete sorolja fel. Ez a jelzés csupán a megfogalmazás eredetét és a szerzői jogokat jelzi, nem szolgál a cikkben szereplő információk forrásmegjelöléseként.